# Chiesa dei Francescani di Pest
La chiesa dei Francescani di Pest dedicata a san Pietro d'Alcántara è un luogo di culto situato nel quartiere di Pest, nella parte orientale di Budapest, capitale dell'Ungheria. Una chiesa e un monastero dei Francescani erano già presenti in questo luogo a partire dal XIII secolo, entro le antiche mura della città. Nel 1541, durante l'occupazione ottomana, la chiesa fu trasformata nella moschea di Sinan; dopo la liberazione, tuttavia, i frati francescani rientrarono in possesso dell'edificio. La chiesa fu ricostruita in stile barocco fra il 1727 e il 1743.
La facciata include un grande portale che presenta sculture di santi e l'emblema francescano, coronato da una figura di Maria adorata dagli angeli. Al suo interno, la chiesa è decorata da affreschi di Károly Lotz, realizzati nel 1894–95, e da dipinti di Victor Tardo del 1925–26. L'altare maggiore barocco, con sculture risalenti al 1741 e al 1851, gli altari laterali e il pulpito del 1851–52 sono i veri e propri gioielli di questa chiesa.